# Sigurd Slembe
Sigurd Magnusson Slembe (ou Slembedjakn) (falecido em 12 de novembro de 1139) foi um pretendente ao trono norueguês.
Ele foi o tema de Sigurd Slembe, o drama histórico escrito pelo dramaturgo norueguês Bjørnstjerne Bjørnson em 1862.

## Biografia

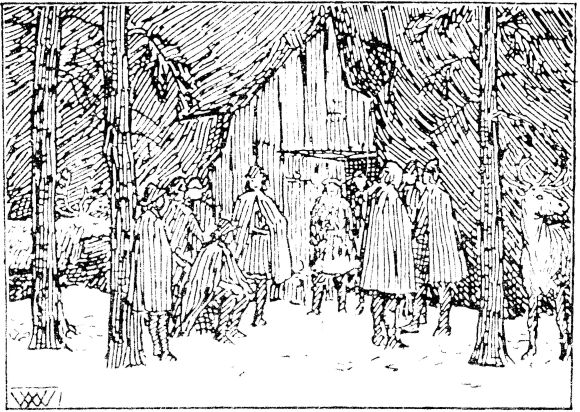
Sigurd Slembe com seus homens durante um ataque em Tjeldsund, como imaginado por Wilhelm Wetlesen (1899).

Acredita-se que Sigurd tenha nascido por volta de 1100 no sul da Noruega e teria sido criado pelo padre Adalbrikt. Sua mãe era aparentemente Thora Saxesdatter. O próprio Sigurd foi consagrado como diácono. Em nórdico antigo, seu apelido slembi poderia ser traduzido para significar "barulhento", Slembidjákn significaria "padre barulhento". Sigurd compareceu perante o rei Harald Gille alegando que era filho ilegítimo do falecido rei Magnus III da Noruega. Ele exigiu que seu suposto meio-irmão, o rei Harald Gille, cuja origem realmente era bastante semelhante, compartilhasse o poder com ele como co-reis.
Sigurd casou-se com Audhild Torleiv, filha de Thorleif Maddadsson. Sigurd se proclamou rei em 1135, mas sua reivindicação não foi reconhecida pelo rei Harald Gille. Em 1136, Sigurd conseguiu que Harald Gille fosse morto enquanto dormia. Assim que Harald morreu, Sigurd fez com que o rei anterior Magnus IV da Noruega, seu suposto sobrinho, fosse reintegrado como co-rei. Aparentemente, isso era na esperança de aumentar o apoio e garantir sua própria posição. Magnus já havia sido preso, cego e mutilado por Harald. Como Magnus estava bastante incapacitado, Sigurd reivindicou o poder real em nome de Magnus. No entanto, Sigurd foi condenado e banido por regicídio.
Sigurd Slembe e Magnus continuaram encontrando pouco apoio na Noruega. Rei Eric II da Dinamarca apoiou-os para uma campanha mal sucedida. Em 12 de novembro de 1139, na batalha naval de Holmengrå perto de Hvaler em Oslofjord, as forças dinamarquesas apoiadas por Magnus e Sigurd foram colocadas contra os apoiadores do rei Inge I da Noruega, que ainda era criança. Magnus foi morto na batalha, enquanto Sigurd foi capturado e traído. Sigurd encontrou seu fim de maneira brutal, torturado até a morte. Seus braços e panturrilhas foram primeiro esmagados com martelos de machado, após o que a pele de sua cabeça foi rachada, suas costas foram esfoladas e sua coluna quebrada. Ele foi então enforcado, decapitado e jogado em um seixo de rochas.